# Iwan Mikułowicz
Iwan Fiodorowicz Mikułowicz (ros. Иван Фёдорович Микулович, ur. 16 września 1918 we wsi Kiszczyna Słabada w guberni mińskiej) – działacz partyjny Białoruskiej SRR.

## Życiorys
Ukończył zootechnikum, był słuchaczem fakultetu robotniczego, później kursów nauczycielskich. Do lutego 1940 pracował jako nauczyciel fizyki i matematyki, od lutego 1940 do 1946 żołnierz Armii Czerwonej, 1943 słuchacz kursów przeszkolenia oficerów kadry politycznej Armii Czerwonej, uzyskał stopień majora, 1946-1948 kierował Wydziałem Wojskowym Komitetu Miejskiego Komunistycznej Partii (bolszewików) Białorusi w Baranowiczach. Od 1948 II sekretarz Komitetu Rejonowego KP(b)B w Lachowiczach, potem do 1954 I sekretarz Komitetu Rejonowego KPB w Koreliczach, 1954-1956 i 1958-1960 sekretarz Komitetu Obwodowego KPB w Grodnie, 1956-1958 słuchacz Wyższej Szkoły Partyjnej przy KC KPZR. Od 1960 do stycznia 1963 II sekretarz Komitetu Obwodowego KPB w Grodnie, od stycznia 1963 do 12 grudnia 1964 II sekretarz Grodzieńskiego Wiejskiego Komitetu Obwodowego KPB, od 12 grudnia 1964 do stycznia 1968 II sekretarz Grodzieńskiego Komitetu Obwodowego KPB, a od stycznia 1968 do 16 września 1972 I sekretarz tego komitetu, 1972-1983 członek Komisji Partyjnej przy KC KPB. Deputowany do Rady Najwyższej ZSRR 8 kadencji.

## Odznaczenia
- Order Rewolucji Październikowej
- Order Czerwonego Sztandaru Pracy (dwukrotnie)
- Order Wojny Ojczyźnianej I klasy
- Order Czerwonej Gwiazdy (dwukrotnie)